# Mertingen
Mertingen település Németországban, azon belül Bajorországban. Lakosainak száma 4078 fő (2023. december 31.).

## Népesség
A település népessége az elmúlt években az alábbi módon változott:
| Lakosok száma | 1196 | 2293 | 2276 | 2837 | 3797 | 3928 | 3981 | 3984 | 4030 | 4078 |
|               | 1875 | 1950 | 1975 | 1987 | 2012 | 2014 | 2016 | 2017 | 2021 | 2023 |